# 于興巴赫河
于興巴赫河（德語：Jüchener Bach），是德國的河流，位於該國西部，處於北萊茵-威斯特法倫州，處於于興，河道全長19.1公里，河畔城鎮有于興、科申布羅赫和卡爾斯特。